# Wilhelm Fahrmbacher
Wilhelm Fahrmbacher (19 septembre 1888 à Deux-Ponts – 27 avril 1970 à Garmisch-Partenkirchen) est un General der Artillerie allemand qui a servi dans la Heer au sein de la Wehrmacht pendant la Seconde Guerre mondiale.
Il a été récipiendaire de la croix de chevalier de la croix de fer. Cette décoration est attribuée pour récompenser un acte d'une extrême bravoure sur le champ de bataille ou un commandement militaire avec succès.

## Biographie
Wilhelm Fahrmbacher, commandant de la place forte de Lorient, se rend le 10 mai 1945 au général américain Kramer dans un champ à Caudan après la signature de l'acte de reddition. Il est remis aux forces françaises par les Américains et resta détenu jusqu'en 1950. Après sa libération, il a servi comme conseiller militaire en Égypte.

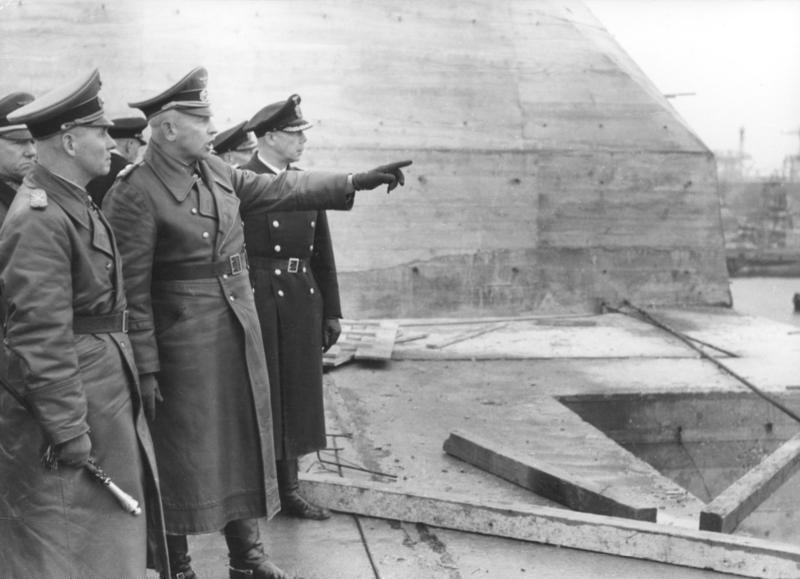
Wilhelm Fahrmbacher à côté d'Erwin Rommel sur le toit de la base sous-marine de Saint-Nazaire (18 février 1944)

## Promotions
- Fahnenjunker-Unteroffizier : 31 octobre 1907
- Fähnrich : 9 mars 1908
- Leutnant : 7 mars 1910
- Oberleutnant : 19 mai 1915
- Hauptmann/Rittmeister : 22 mars 1918
- Major : 1er février 1928
- Oberstleutnant : 1er février 1932
- Oberst : 1er avril 1934
- Generalmajor : 1er août 1937
- Generalleutnant : 1er juin 1939
- General der Artillerie : 20 octobre 1940

## Décorations
- Croix de fer (1914)
  - 2e classe (2 octobre 1914)
  - 1re classe (16 juin 1917)
- Insigne des blessés (1914)
  - en noir
- Croix d'honneur (15 décembre 1934)
- Médaille des Sudètes (21 novembre 1939)
- Agrafe de la croix de fer (1939)
  - 2e classe (21 mai 1940)
  - 1re classe (11 juin 1940)
- Médaille du Front de l'Est (10 août 1942)
- Croix du mérite de guerre avec glaives
  - 2e classe
  - 1re classe
- Croix allemande en argent (30 octobre 1943)
- Croix de chevalier de la croix de fer
  - Croix de chevalier le 24 juin 1940 en tant que Generalleutnant et commandant de la 5e division d'infanterie[1]

## Ouvrage
- (de) Wilhelm Fahrmbacher et Walter Matthiae, Lorient : Entstehung und Verteidigung des Marine-Stützpunktes 1940/1945, Weissenburg, Prinz-Eugen-Verlag, 1956, 135 p. (présentation en ligne)
  - L'ouvrage a été traduit en français par Jean Aubertin :

Wilhelm Fahrmbacher et Walter Matthiae (trad. Jean Aubertin, capitaine de frégate), Lorient 1940-1945, DTM et DCAN du port de Lorient, 1959, 174 p. (présentation en ligne)

### Sources et bibliographie
- (en) Cet article est partiellement ou en totalité issu de l’article de Wikipédia en anglais intitulé « Wilhelm Fahrmbacher » (voir la liste des auteurs).
- (de) Walther-Peer Fellgiebel, Die Träger des Ritterkreuzes des Eisernen Kreuzes 1939-1945, Francfort-sur-le-Main, Pudzun-Pallas Verlag, 1988, 472 p. (ISBN 3-7909-0284-5)
- (de) Veit Scherze, Ritterkreuzträger 1939–1945 Die Inhaber des Ritterkreuzes des Eisernen Kreuzes 1939 von Heer, Luftwaffe, Kriegsmarine, Waffen-SS, Volkssturm sowie mit Deutschland verbündeter Streitkräfte nach den Unterlagen des Bundesarchive, Iéna, Allemagne, Scherzers Miltaer-Verlag, 2007, 846 p. (ISBN 978-3-938845-17-2)
- Rémy Desquesnes, Les poches de résistance allemandes sur le littoral français : août 1944 - mai 1945, Rennes, Éd. Ouest-France, coll. « Histoire », février 2011, 127 p. (ISBN 978-2-7373-4685-9)